# 125473 Keisaku
125473 Keisaku este un asteroid din centura principală de asteroizi.

## Descriere
125473 Keisaku este un asteroid din centura principală de asteroizi. A fost descoperit pe 20 noiembrie 2001 la Kuma Kogen de Akimasa Nakamura. Asteroidul prezintă o orbită caracterizată de o semiaxă mare de 2,28 ua, o excentricitate de 0,18 și o înclinație de 4,8° în raport cu ecliptica.